# 두룽개항
두룽개항은 전라남도 여수시 돌산읍 평사리에 있는 어항이다. 2007년 8월 8일 어촌정주어항으로 지정하여 관리하고 있다. 시설관리자는 여수시장이다.

## 어항 구역
- 수역: 북위 34°40′07″, 동경 127°47′37″의지점에서 N49°W방향으로 125m점과 이 점에서S41°W방향으로 60m점과 이 점에서 S49°E방향으로 95m점과 이점에서 S26°W방향으로 100m점과 이 점에서 N69°W방향으로 105m점과 이 점에서 S26°W방향으로 육지부를 연결하는 선을 따라 형성된 공유수면[1]

## 어항 시설
- 방파제 56m, 선착장 113m

## 기본 계획
- 방파제 76m, 물양장 50m, 선착장 113m, 호안도로 136m, 호안 28m[1]

## 정비 계획
- 방파제 20m, 물양장 50m, 호안도로 136m, 호안 28m[2]

## 주요 어종
- 삼치, 갈치